# Хутаба, Баджа Рашович
Баджа (Баджгур) Рашович Хутаба (30 сентября 1996) — российский и сирийский борец вольного стиля. По национальности — абхаз.

## Спортивная карьера
В сентябре 2017 года в Минске неудачно выступил на турнире на призы Александра Медведя. В декабре 2018 года во Владикавказе неудачно выступил на турнире «Аланы». С конца 2018 года выступает за Сирию. В сентябре 2019 года принимал участие на чемпионате мира в Нур-Султане, где в схватке за бронзовую медаль уступил украинцу Александр Хоцяновскому и занял 5 место, тем самым завоевал путёвку на Олимпийские игры в Токио. Однако в феврале 2020 года результат на чемпионате мира 2019 года и олимпийская лицензия в Токио у Хутабы были аннулированы из-за нарушения антидопинговых правил, в результате чего лицензия перешла Эгзону Шала из Косово.

## Личная жизнь
- Отец: Раш — мастер спорта международного класса по вольной борьбе, чемпион Европы и СССР;
- Старший брат: Баграт — мастер спорта международного класса по вольной борьбе, чрезвычайный и Полномочный посол Абхазии в Сирии, тренер по борьбе;